# Ольжине (Шосткинський район)
О́льжине — село в Україні, у Ямпільській селищній громаді Шосткинського району Сумської області. Населення становить 19 осіб. До 2020 орган місцевого самоврядування — Ямпільська селищна рада.

## Назва
19 травня 2016 року Верховна Рада підтримала перейменування села Октябрщина на Ольгине в рамках декомунізації. 3 червня 2016 року перейменування набуло чинності.
19 вересня 2024 року Верховна Рада підтримала перейменування села Ольгине на Ольжине в рамках дерусифікації. 26 вересня 2024 року перейменування набуло чинності.

## Географія
Село розташоване на відстані 1 км від села Прудище, за 3 км — селище Ямпіль. До села примикає великий лісовий масив (сосна, береза).

## Історія
12 червня 2020 року, відповідно до розпорядження Кабінету Міністрів України № 723-р «Про визначення адміністративних центрів та затвердження територій територіальних громад Сумської області», село увійшло до складу Ямпільської селищної громади.
19 липня 2020 року, в результаті адміністративно-територіальної реформи та ліквідації Ямпільського району, село увійшло до складу новоутвореного Шосткинського району.